# Альдеальпосо
Альдеальпосо (ісп. Aldealpozo) — муніципалітет в Іспанії, входить у провінцію Сорія у складі автономного співтовариства Кастилія-і-Леон. Муніципалітет розташований у складі района (комарки) Кампо-де-Гомара. Площа 11,87 км². Населення 26 чоловік (на 2006 рік).

Розташування Альдеальпосо на мапі провінції Сорія

## Демографія
Динаміка населення (INE ):